# Gniewkowo (gmina)
Gniewkowo – gmina miejsko-wiejska w Polsce położona w województwie kujawsko-pomorskim, w powiecie inowrocławskim. W latach 1975–1998 gmina administracyjnie należała do województwa bydgoskiego.
Siedzibą gminy jest Gniewkowo.
Według danych z 30 czerwca 2004 gminę zamieszkiwały 14 782 osoby.

## Struktura powierzchni
Według danych z roku 2002 gmina Gniewkowo ma obszar 179,44 km², w tym:
- użytki rolne: 63%
- użytki leśne: 25%

Gmina stanowi 14,65% powierzchni powiatu.

## Demografia

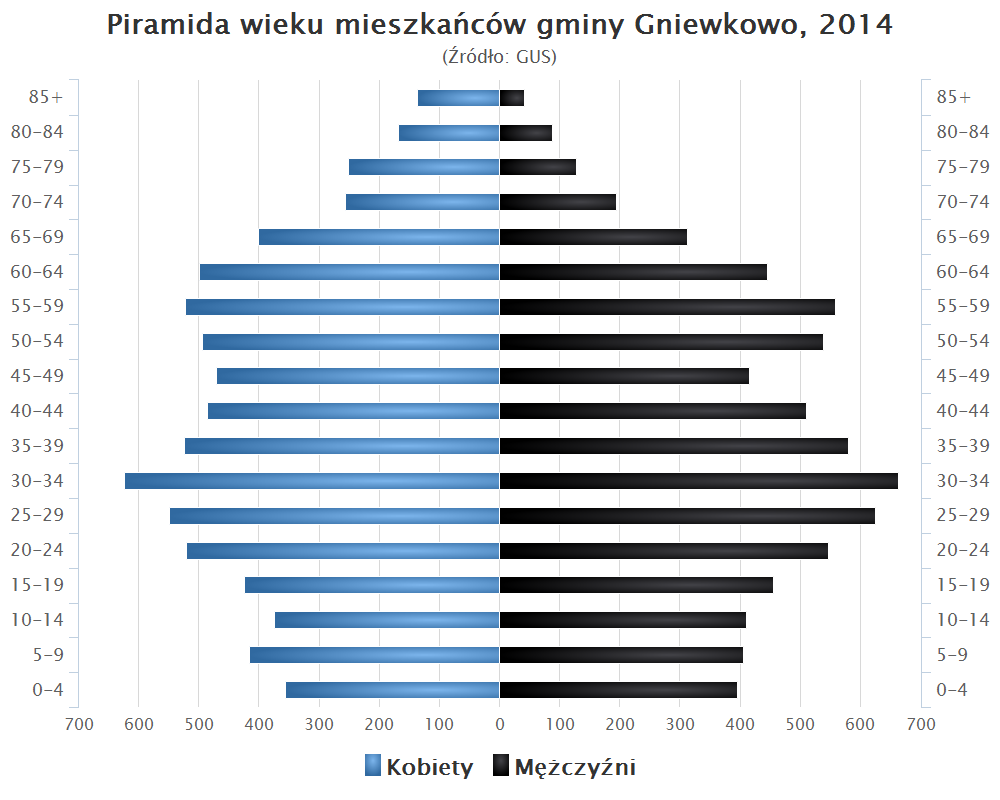
Piramida wieku mieszkańców gminy Gniewkowo w 2014 roku

Dane z 30 czerwca 2004:
| Opis                              | Ogółem | Ogółem | Kobiety | Kobiety | Mężczyźni | Mężczyźni |
| --------------------------------- | ------ | ------ | ------- | ------- | --------- | --------- |
| jednostka                         | osób   | %      | osób    | %       | osób      | %         |
| populacja                         | 14 782 | 100    | 7451    | 50,4    | 7331      | 49,6      |
| gęstość zaludnienia (mieszk./km²) | 82,4   | 82,4   | 41,5    | 41,5    | 40,9      | 40,9      |

## Zabytki
Wykaz zarejestrowanych zabytków nieruchomych na terenie gminy:
- kościół parafii pod wezwaniem św. Mikołaja i Konstancji z XIV w. w Gniewkowie, nr 115/31 z 10.03.1931 roku
- cmentarz rzymskokatolicki parafii św. Mikołaja z 1891 roku w Gniewkowie, nr A/244 z 22.10.1990 roku
- ratusz z 1908 roku przy ul. Dworcowej 17 w Gniewkowie, nr A/1567 z 4.08.2010 roku
- hotel, obecnie dom z oficyną z 1897 roku przy ul. Dworcowej 1 w Gniewkowie, nr A/267/1 z 06.08.1991 roku
- dom z 1767 roku przy ul. Rynek 14 w Gniewkowie, nr A/1343 z 18.12.2007 roku
- zespół dworski w Kaczkowie, obejmujący: dwór z początku XIX w.; park z końca XIX w.; magazyn zbożowy z 1891, nr A/1161/1-2 z 15.06.1985 roku
- zespół pałacowy w Kawęczynie, obejmujący: pałac, ob. Dom Pomocy Społecznej z drugiej połowy XIX w.; magazyn zbożowy z 1910; gorzelnię z 1886; park z początku XIX w., nr A/293/1-4 z 16.12.1991 roku
- zespół dworski w miejscowości Lipie, obejmujący: wieżę (pozostałość dworu) z połowy XIX w.; parkz drugiej połowy XIX w.; zabudowania gospodarcze; dom zarządcy i dom ogrodnika z przełomu XIX/XX w., nr 109/A z 26.04.1984 roku
- zespół dworski w Markowo, obejmujący: dwór z ok. 1880; park z aleją lipową; cmentarz rodowy w parku; budynki gospodarcze z przełomu XIX/XX w., nr 179/A z 15.06.1985 roku
- kościół parafii pod wezwaniem św. Bartłomieja z lat 1890-91 w Szadłowicach, nr A/495 z 12.04.2005 roku
- zespół dworski z drugiej połowy XIX w. w Warzynie, obejmujący: dwór; park; ogrodzenie z bramą, nr A/205/1-2 z 16.03.1987 roku
- zespół pałacowy z drugiej połowy XIX w. w Wierzbiczanach, obejmujący: pałac z 1845-1846; park, nr A/1101/1-2 z 15.06.1985 roku
- zespół dworski w Wierzchosławicach, obejmujący: dwór; park, nr 176/A z 15.06.1985 roku
- zespół dworski w Więcławicach, obejmujący: dwór; park, nr 110/A z 26.04.1984 roku.

## Sołectwa
Oprócz miasta Gniewkowa, gminę tworzą 22 sołectwa:
- Bąbolin
- Gąski
- Godzięba
- Kaczkowo
- Kawęczyn
- Kijewo
- Klepary
- Lipie
- Markowo
- Murzynko
- Murzynno
- Ostrowo, gdzie znajduje się sanktuarium maryjne z obrazem Matki Boskiej Szkaplerznej pochodzącym z II połowy XVI wieku.
- Perkowo
- Skalmierowice
- Suchatówka
- Szadłowice
- Szpital
- Wielowieś
- Wierzbiczany
- Wierzchosławice
- Więcławice
- Zajezierze
- Żyrosławice

Inne miejscowości:
- Branno
- Buczkowo
- Chrząstowo
- Dąblin
- Kępa Kujawska
- Warzyn

## Sąsiednie gminy
Aleksandrów Kujawski, Dąbrowa Biskupia, Inowrocław, Rojewo, Wielka Nieszawka